# Artak Margarjan
Artak Margarjan (* 11. listopadu 1989) je původem arménský zápasník – klasik, který žije od svých 12 let ve Francii.

## Sportovní kariéra
Se zápasením začínal v rodné Arménii. V roce 2001 se s rodinou přestěhoval do Francie, kde pokračoval v tréninku v zápasnickém klubu v Besançonu. Jeho osobním trenérem je Patrice Mourier. Ve francouzské reprezentaci se prosazuje od roku 2013 ve váze do 66 kg, kterou střída s neolympijskou vahou do 71 (72) kg. V roce 2016 mu o jedno vítězství utekla kvalifikace na olympijské hry v Riu.

## Výsledky
| Turnaj             | 2012 | 2013 | 2014 | 2015 | 2016 |
| Turnaj             | 23   | 24   | 25   | 26   | 27   |
| Turnaj             | -66  | -66  | -66  | -66  | -66  |
| ------------------ | ---- | ---- | ---- | ---- | ---- |
| Olympijské hry     | —    |      |      |      | —    |
| Mistrovství světa  |      | —    | úč.  | —    | úč.  |
| Evropské hry       |      |      |      | úč.  |      |
| Mistrovství Evropy | úč.  | 3.   | úč.  | úč.  | —    |